# Brian Markinson
Brian Markinson (* in New York) ist ein in Kanada lebender Film- und Fernsehschauspieler.

## Leben und Karriere
Markinson wurde in New York geboren, seine Familie stammt aber ursprünglich aus Kanada. Markinson wuchs in einem Vorort von Chicago auf. Er studierte zunächst Schauspiel in London. Nach seiner Rückkehr in die Vereinigten Staaten setzte er sein Schauspielstudium an der New Yorker American Academy of Dramatic Arts fort. Markinson studierte unter anderem gemeinsam mit Elias Koteas, Illeana Douglas und Louis Mustillo. 1983 schloss er sein Studium ab. Anschließend waren Markinson, Koteas, Douglas und Mustillo von 1983 bis 1984 Mitglieder der Produktionsfirma der Academy of Dramatic Arts.
Anfang der 1990er Jahre spielte er am Broadway im Richard Rodgers Theatre in Neil Simons Stück Lost in Yonkers und wurde von Regisseur Mike Nichols für Jules Feiffers Off-Broadway-Stück Elliot Loves gecastet. Mit Nichols hatte er bereits in dessen Filmen Wolf – Das Tier im Manne, Mit aller Macht und Good Vibrations – Sex vom anderen Stern zusammengearbeitet.
Andere Filmauftritte von Markinson waren in Stadt der Engel, Der Staatsfeind Nr. 1 und Aus nächster Nähe. Markinson wirkte in der zweiteiligen Episode Lost Israel der Serie New York Cops – NYPD Blue mit. Weitere Projekte beinhalteten unter anderem den kanadischen Film Bad Faith mit Michael Moriarty und Gloria Reuben.
Markinson hatte weiterhin Auftritte als Polizeichef Bill Jacobs in Da Vinci’s Inquest und Da Vinci’s City Hall. Er hatte auch Auftritte in Traveler, Navy CIS, The L Word – Wenn Frauen Frauen lieben, Psych, Supernatural, Touching Evil, Taken, Dark Angel, UC: Undercover, Stargate – Kommando SG-1, Akte X – Die unheimlichen Fälle des FBI, Millennium – Fürchte deinen Nächsten wie Dich selbst und dem Fernsehfilm Lucky 7.
In Star Trek wirkte er in verschiedenen Rollen mit. Bei Raumschiff Enterprise – Das nächste Jahrhundert stellte er Vorin dar, in Star Trek: Deep Space Nine Elias Giger sowie Lt. Pete Durst und Dr. Sulan in Star Trek: Voyager.
2007 wirkte er in dem Film Der Krieg des Charlie Wilson mit.
Er ist mit der Schauspielerin Nancy Kerr verheiratet und hat zwei Söhne.

## Filmografie (Auswahl)
Fernsehserien
- 1990: China Beach (eine Folge)
- 1991: Equal Justice (2 Folgen)
- 1991: Murphy Brown (eine Folge)
- 1992: L.A. Law – Staranwälte, Tricks, Prozesse (L.A. Law, eine Folge)
- 1993: Law & Order (eine Folge)
- 1994: Raumschiff Enterprise – Das nächste Jahrhundert (Star Trek: The Next Generation, eine Folge)
- 1994; 1998: Akte X – Die unheimlichen Fälle des FBI (The X-Files, 2 Folgen)
- 1995: Star Trek: Raumschiff Voyager (Star Trek: Voyager, 2 Folgen)
- 1996: Der Sentinel – Im Auge des Jägers (The Sentinel, eine Folge)
- 1996–1997: Millennium – Fürchte deinen Nächsten wie Dich selbst (Millennium, 3 Folgen)
- 1997: Star Trek: Deep Space Nine (eine Folge)
- 1997: New York Cops – NYPD Blue (NYPD Blue, 2 Folgen)
- 1998–1999: Party of Five (3 Folgen)
- 2000: Seven Days – Das Tor zur Zeit (Seven Days, eine Folge)
- 2000: Stargate – Kommando SG-1 (Stargate SG-1, eine Folge)
- 2000–2002: Dark Angel (6 Folgen)
- 2001–2002: UC: Undercover (2 Folgen)
- 2002: Für alle Fälle Amy (Judging Amy, eine Folge)
- 2002: Taken (Miniserie, 3 Folgen)
- 2002: Girls Club – Vorsicht bissig! (Mean Girls, 9 Folgen)
- 2003: Twilight Zone (The Twilight Zone, eine Folge)
- 2003–2005: Da Vinci’s Inquest (16 Folgen)
- 2005: Dead Zone (The Dead Zone, eine Folge)
- 2005; 2012: Supernatural (2 Folgen)
- 2005–2006: Da Vinci’s City Hall (13 Folgen)
- 2006: Psych (eine Folge)
- 2007: Navy CIS (NCIS, eine Folge)
- 2007: Traveler (2 Folgen)
- 2007–2009: The L Word – Wenn Frauen Frauen lieben (The L Word, 13 Folgen)
- 2009–2010: Caprica (13 Folgen)
- 2010–2011: Shattered (13 Folgen)
- 2011: Sanctuary – Wächter der Kreaturen (Sanctuary, 4 Folgen)
- 2012: Arrow (2 Folgen)
- 2012: Saving Hope (2 Folgen)
- 2012–2014: Arctic Air (12 Folgen)
- 2012–2015: Continuum (35 Folgen)
- 2012: Ring of Fire – Flammendes Inferno (Ring of Fire) (Fernsehfilm)
- 2013, 2015: Mad Men (7 Folgen)
- 2014: Fargo (2 Folgen)
- 2014–2018: Girlfriends’ Guide to Divorce
- 2015: Rogue (8 Folgen)
- 2017–2018: Salvation
- 2021–2022: A Million Little Things (9 Folgen)

Filme
- 1994: Reißende Strömung – Rafting-Trips ins Verderben (White Mile, Fernsehfilm)
- 1994: Der Preis der Rache (In the Line of Duty: The Price of Vengeance, Fernsehfilm)
- 1994: Wolf – Das Tier im Manne (Wolf)
- 1994: Lifesavers – Die Lebensretter (Mixed Nuts)
- 1995: Apollo 13
- 1996: Alien Nation: Millennium (Fernsehfilm)
- 1996: Aus nächster Nähe (Up Close & Personal)
- 1998: Mit aller Macht (Primary Colors)
- 1998: Stadt der Engel (City of Angels)
- 1998: Der Staatsfeind Nr. 1 (Enemy of the State)
- 1999: Sweet and Lowdown
- 2000: Bad Faith
- 2000: Take me Home: The John Denver Story (Fernsehfilm)
- 2000: Schmalspurganoven (Small Time Crooks)
- 2001: Im Bann des Jade Skorpions (The Curse of the Jade Scorpion)
- 2002: Liberty Stands Still
- 2003: Lucky 7 (Fernsehfilm)
- 2004: The Life (Fernsehfilm)
- 2004: 10.5 – Die Erde bebt (10.5, Miniserie)
- 2004: Category 6 – Der Tag des Tornado (Category 6: Day of Destruction, Fernsehfilm)
- 2005: Das Spiel des Lebens (Knights of the South Bronx, Fernsehfilm)
- 2006: Die Chaoscamper (RV)
- 2007: Shooter
- 2007: Der Krieg des Charlie Wilson (Charlie Wilson’s War)
- 2008: The Quality of Life (Fernsehfilm)
- 2008: Gemeinsam stärker – Personal Effects (Personal Effects)
- 2009: High Noon (Fernsehfilm)
- 2010: Triple Dog
- 2012: Battlestar Galactica: Blood & Chrome
- 2013: Zwölf Runden 2: Reloaded (12 Rounds 2: Reloaded)
- 2014: Godzilla
- 2017: Backstabbing for Beginners